# Литтелтон, Эдит
Эдит Софи Литтелтон (англ. Edith Sophy Lyttelton), урожденная Бальфур (4 апреля 1865 — 2 сентября 1948) — английская писательница, драматург, общественный деятель и спиритуалист времён Первой мировой войны.

## Биография
Родилась в Санкт-Петербурге, была старшей дочерью Арчибальда Бальфура, лондонского бизнесмена и торговца в Российской империи, и София Уэгелин, дочери члена парламента Томаса Матиаса Уэгелина. Получила домашнее образование, вошла в аристократический круг друзей, известных как «Души», среди которых были А. Дж. Бальфур, Джордж Керзон, Марго Теннант (позже Асквит) и Альфред Литтелтон, за которого она вышла замуж. Сын — Оливер Литтелтон, виконт Чандос.

## Общественная деятельность
Во время визита в Южную Африку в 1900 году Литтелтон прониклась уважением к идеям Альфреда Милнера и в 1901 году вместе с Вайолет Маркхэм и Вайолет Сесил помогла создать Лигу Виктории, призванной продвигать имперское видение, отстаиваемое Милнером. Лига объединила высокопоставленных женщин разных политических взглядов в общих имперских устремлениях. Литтелтон стала почетным секретарем Лиги, а также поддерживала Ассоциацию по реформе тарифов для женщин.
Литтелтон работала в Исполнительном комитете Национального союза трудящихся женщин (National Union of Women Workers, основан в 1895 году) и была председателем Ассоциации персональных услуг (Personal Service Association), созданной в 1908 году, для облегчения проблемы безработицы в Лондоне. С началом Первой мировой войны она стала основателем Комитета по военным беженцам. В 1917 году Литтелтон назначили заместителем директора женского отделения Министерства сельского хозяйства. С 1916 по 1925 годы она работала в Центральном комитете по вопросам занятости женщин, с 1924 по 1931 годы — заместителем председателя Совета по утилизации отходов. Она также была заместителем британского делегата в Женеве в Лиге наций в 1923, 1926—1928 и 1931 годах.

## Спиритуализм
После смерти мужа в 1913 году Эдит Литтелтон заинтересовалась спиритуализмом и вступила в Совет Общества психических исследований, президентом которого была с 1933 по 1934 год. Спиритуализм сильно повлиял на её работы: The Faculty of Communion (1925), Our Superconscious Mind (1931), Some Cases of Prediction (1937) и написанную её биографию Флоренс Аптон (1926).

## Творчество
Эдит Литтелтон написала роман The Sinclair Family (1926), путевые заметки о Дальнем Востоке и в Индии Travelling Days (1933), а также в марте 1917 года опубликовала биографию своего мужа. Также ею созданы семь пьес,  две из которых связаны с кампанией против потогонной системы: Warp and Woof и The Thumbscrew.
Она также перевела на английский пьесу Эдмона Ростана «Два Пьеро, или Белый ужин». Её связывала близкая дружба с Джорджем Бернардом Шоу и миссис Патрик Кэмпбелл. После 1918 года она также лоббировала создание национального театра в Лондоне и была членом исполнительного комитета Национального театра имени Шекспира.

## Награды
В августе 1917 года Литтелтон стала одной из первых удостоенных только что созданного Ордена Британской империи. Ей был присвоен класс дамы-командора (DBE) за помощь беженцам. В 1929 году Литтелтон стала Дамой Большого Креста (GBE) за государственные заслуги.

## Личная жизнь

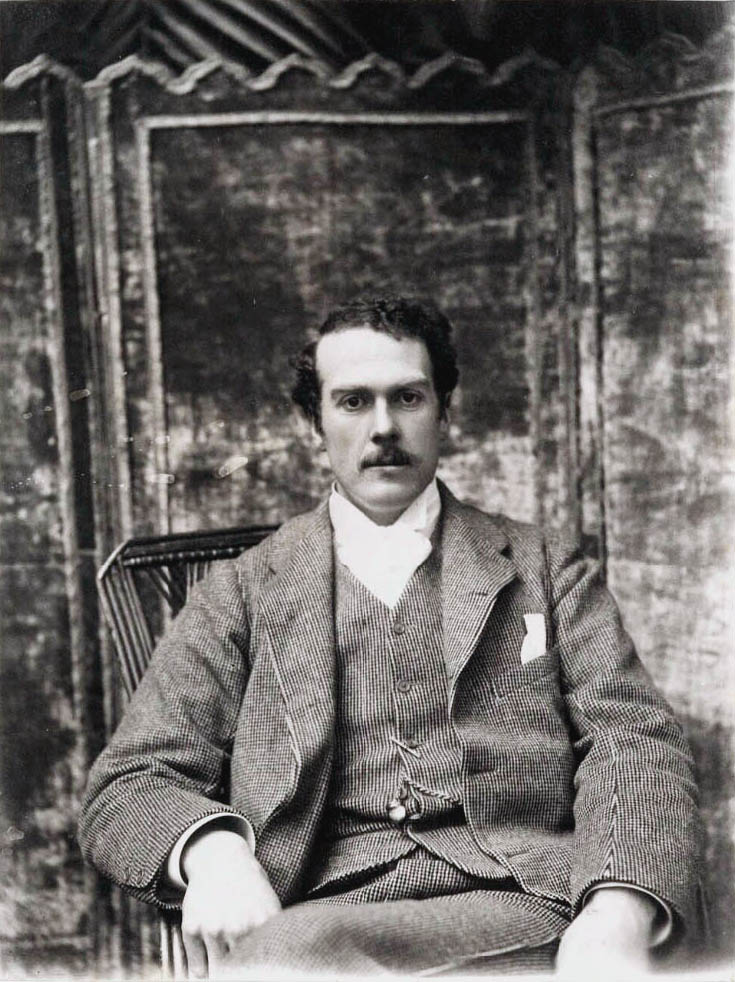
Муж Альфред Литтелтон

Была второй женой Альфреда Литтелтона, восьмого сына 4-го лорда Литтелтона. Свадьба состоялась в Бордигере на Итальянской Ривьере 18 апреля 1892 года, через шесть лет после смерти первой жены Литтелтона, Октавии Лоры Теннант, дочери Чарльза Теннанта, скончавшейся после года брака.
В браке родилось трое детей:
- Оливер Литтелтон, 1-й виконт Чандос (15 марта 1893 года — 21 января 1972 года)
- Мэри Фрэнсис Литтелтон (1 июля 1895 — 24 октября 1982), в 1928 году вышла замуж за Джорджа Крейка, 2-го баронета Крейк
- Энтони Джордж Литтелтон (3 июня 1900 — 17 декабря 1901)

Эдит Литтелтон умерла в сентябре 1948 года в своем доме в Вестминстере в возрасте 83 лет.